# 板桥镇 (杭州市)
板桥镇，是中华人民共和国浙江省杭州市临安区下辖的一个镇。

## 辖区
该镇辖有：豆川村、牌联村、板桥村、花戏村、上田村、环湖村、如龙村、桃源村、灵溪村。